# (121637) Druscillaperry
(121637) Druscillaperry est un astéroïde de la ceinture principale.

## Description
(121637) Druscillaperry est un astéroïde de la ceinture principale. Il fut découvert le 13 novembre 1999 aux monts Santa Catalina par le programme CSS. Il présente une orbite caractérisée par un demi-grand axe de 3,12 UA, une excentricité de 0,13 et une inclinaison de 4,3° par rapport à l'écliptique.
Il est nommé d'après un contributeur de la mission OSIRIS-REx dont l'objet est l'étude de l'astéroïde (101955) Bénou.